# Closterus leyi
Closterus leyi är en skalbaggsart som beskrevs av Boppe 1912. Closterus leyi ingår i släktet Closterus och familjen långhorningar.
Artens utbredningsområde är Madagaskar. Inga underarter finns listade i Catalogue of Life.